# Resultados do Carnaval da Baixada Santista em 2016
Neste artigo as notas das escolas de samba de todas as cidades da região da Baixada Santista que realizaram desfiles de escolas de samba no Carnaval de 2014. Bem como suas pontuações finais e quais escolas foram rebaixadas ou subiram para o grupo Especial do ano seguinte a apuração. Só houve desfiles de escolas de samba em Santos, Guarujá, Praia Grande e Cubatão.

## Santos
Tanto os desfiles das escolas de samba quanto à apuração dos mesmos, foram transmitidos pela TV Santa Cecília.
|                                      | Alegorias e Adereços | Evolução        | Harmonia        | M.S.P.B         | Comissão de Frente | Samba-Enredo  | Bateria       | Enredo          | Fantasia        | Punição | Total |
| ------------------------------------ | -------------------- | --------------- | --------------- | --------------- | ------------------ | ------------- | ------------- | --------------- | --------------- | ------- | ----- |
| Mocidade Dependente do Samba         | 9.9 / 9.4 / 9.8      | 9.8 / 9.8 / 9.8 | 9.6 / 9.8 / 9.7 | 9.8 / 9.5 / 9.8 | 9.6 / 9.7 / 9.9    | 9.2 / 0 / 9.6 | 0 / 9.6 / 9.8 | 9.4 / 9.6 / 9.8 | 9.8 / 9.5 / 9.8 |         | 175.6 |
| Vila Mathias                         | 9.9 / 9.5 / 9.9      | 10 / 10 / 9.9   | 9.8 / 9.9 / 9.8 | 9.9 / 9.6 / 10  | 9.7 / 9.6 / 9.7    | 9.8 / 0 / 9.6 | 0 / 10 / 10   | 9.8 / 9.5 / 9.9 | 9.9 / 9.7 / 9.9 |         | 177.7 |
| Mocidade Independente de Padre Paulo | 9.9 / 9.7 / 10       | 10 / 10 / 9.9   | 10 / 9.9 / 10   | 9.8 / 9.9 / 10  | 9.9 / 9.8 / 10     | 9.8 / 0 / 9.9 | 0 / 9.7 / 10  | 9.9 / 10 / 10   | 10 / 9.8 / 9.9  |         | 179   |
| Brasil                               | 10 / 9.7 / 9.8       | 9.6 / 9.9 / 9.7 | 9.6 / 9.8 / 9.8 | 9.9 / 9.8 / 9.9 | 9.7 / 9.5 / 9.8    | 9.6 / 0 / 9.4 | 0 / 10 / 10   | 9.3 / 10 / 9.8  | 9.6 / 9.6 / 9.8 |         | 176,6 |
| Real Mocidade Santista               | 9.8 / 9.5 / 9.8      | 9.7 / 9.6 / 9.5 | 9.6 / 9.8 / 9.6 | 9.8 / 9.6 / 9.7 | 9.8 / 9.9 / 9.9    | 9.2 / 0 / 9.6 | 0 / 10 / 9.9  | 9.5 / 9.7 / 9.7 | 9.8 / 9.5 / 9.8 |         | 175,2 |
| Mocidade Amazonense                  | 9.9 / 9.8 / 9.8      | 9.8 / 9.8 / 9.9 | 9.9 / 9.9 / 10  | 10 / 9.9 / 10   | 9.9 / 9.9 / 9.9    | 9.7 / 0 / 9.8 | 0 / 10 / 10   | 9.6 / 9.8 / 9.9 | 10 / 9.7 / 9.9  |         | 178.2 |
| Unidos dos Morros                    | 9.9 / 9.9 / 10       | 10 / 10 / 10    | 10 / 10 / 10    | 10 / 10 / 10    | 10 / 9.8 / 10      | 9.9 / 0 / 10  | 0 / 10 / 10   | 10 / 10 / 9.9   | 10 / 9.8 / 10   |         | 179.8 |
| X-9                                  | 9.9 / 9.8 / 10       | 9.7 / 9.8 / 9.9 | 9.8 / 9.8 / 9.8 | 10 / 9.8 / 10   | 9.9 / 9.6 / 9.9    | 9.7 / 0 / 10  | 0 / 10 / 10   | 9.8 / 9.8 / 9.9 | 9.8 / 9.9 / 9.9 | -0,4    | 177.7 |
| União Imperial                       | 9.8 / 9.6 / 10       | 9.7 / 9.7 / 9.4 | 9.6 / 9.9 / 9.7 | 10 / 9.0 / 10   | 9.7 / 9.7 / 9.7    | 9.4 / 0 / 9.6 | 0 / 9.9 / 9.8 | 9.9 / 10 / 9.8  | 9.9 / 9.6 / 9.8 |         | 176.5 |

### Classificação
| Grupo Especial  | Grupo Especial        | Grupo Especial | Grupo Especial | Grupo Especial                    | Grupo Especial | Grupo Especial | Grupo Especial | Grupo Especial | Grupo Especial | Grupo Especial | Grupo Especial | Grupo Especial | Grupo Especial | Grupo Especial | Grupo Especial | Grupo Especial | Grupo Especial | Grupo Especial | Grupo Especial | Grupo Especial | Grupo Especial | Grupo Especial | Grupo Especial | Grupo Especial | Grupo Especial | Grupo Especial | Grupo Especial | Grupo Especial | Grupo Especial | Grupo Especial | Grupo Especial | Grupo Especial | Grupo Especial | Grupo Especial | Grupo Especial | Grupo Especial | Grupo Especial | Grupo Especial | Grupo Especial | Grupo Especial | Grupo Especial | Grupo Especial | Grupo Especial | Grupo Especial | Grupo Especial | Grupo Especial | Grupo Especial | Grupo Especial | Grupo Especial |
| Posição         | Escolas               | Pontos         | Ref.           | Classificação ou Rebaixamento     |                |                |                |                |                |                |                |                |                |                |                |                |                |                |                |                |                |                |                |                |                |                |                |                |                |                |                |                |                |                |                |                |                |                |                |                |                |                |                |                |                |                |                |                |                |
| --------------- | --------------------- | -------------- | -------------- | --------------------------------- | -------------- | -------------- | -------------- | -------------- | -------------- | -------------- | -------------- | -------------- | -------------- | -------------- | -------------- | -------------- | -------------- | -------------- | -------------- | -------------- | -------------- | -------------- | -------------- | -------------- | -------------- | -------------- | -------------- | -------------- | -------------- | -------------- | -------------- | -------------- | -------------- | -------------- | -------------- | -------------- | -------------- | -------------- | -------------- | -------------- | -------------- | -------------- | -------------- | -------------- | -------------- | -------------- | -------------- | -------------- | -------------- |
| 1               | Unidos dos Morros     | 179.8          | [ 1 ] [ 2 ]    | Campeã do Carnaval 2016           |                |                |                |                |                |                |                |                |                |                |                |                |                |                |                |                |                |                |                |                |                |                |                |                |                |                |                |                |                |                |                |                |                |                |                |                |                |                |                |                |                |                |                |                |                |
| 2               | Padre Paulo           | 179.0          | [ 1 ] [ 2 ]    |                                   |                |                |                |                |                |                |                |                |                |                |                |                |                |                |                |                |                |                |                |                |                |                |                |                |                |                |                |                |                |                |                |                |                |                |                |                |                |                |                |                |                |                |                |                |                |
| 3               | Amazonense            | 178.2          | [ 1 ] [ 2 ]    |                                   |                |                |                |                |                |                |                |                |                |                |                |                |                |                |                |                |                |                |                |                |                |                |                |                |                |                |                |                |                |                |                |                |                |                |                |                |                |                |                |                |                |                |                |                |                |
| 4               | Vila Mathias          | 177.7          | [ 1 ] [ 2 ]    |                                   |                |                |                |                |                |                |                |                |                |                |                |                |                |                |                |                |                |                |                |                |                |                |                |                |                |                |                |                |                |                |                |                |                |                |                |                |                |                |                |                |                |                |                |                |                |
| 5               | X-9                   | 177.7          | [ 1 ] [ 2 ]    |                                   |                |                |                |                |                |                |                |                |                |                |                |                |                |                |                |                |                |                |                |                |                |                |                |                |                |                |                |                |                |                |                |                |                |                |                |                |                |                |                |                |                |                |                |                |                |
| 6               | Brasil                | 176.5          | [ 1 ] [ 2 ]    |                                   |                |                |                |                |                |                |                |                |                |                |                |                |                |                |                |                |                |                |                |                |                |                |                |                |                |                |                |                |                |                |                |                |                |                |                |                |                |                |                |                |                |                |                |                |                |
| 7               | União Imperial        | 176.5          | [ 1 ] [ 2 ]    |                                   |                |                |                |                |                |                |                |                |                |                |                |                |                |                |                |                |                |                |                |                |                |                |                |                |                |                |                |                |                |                |                |                |                |                |                |                |                |                |                |                |                |                |                |                |                |
| 8               | Dependente do Samba   | 175.6          | [ 1 ] [ 2 ]    | Desce para o Grupo de Acesso 2017 |                |                |                |                |                |                |                |                |                |                |                |                |                |                |                |                |                |                |                |                |                |                |                |                |                |                |                |                |                |                |                |                |                |                |                |                |                |                |                |                |                |                |                |                |                |
| 9               | Real Mocidade         | 175.2          | [ 1 ] [ 2 ]    | Desce para o Grupo de Acesso 2017 |                |                |                |                |                |                |                |                |                |                |                |                |                |                |                |                |                |                |                |                |                |                |                |                |                |                |                |                |                |                |                |                |                |                |                |                |                |                |                |                |                |                |                |                |                |
| Grupo de Acesso |                       |                |                |                                   |                |                |                |                |                |                |                |                |                |                |                |                |                |                |                |                |                |                |                |                |                |                |                |                |                |                |                |                |                |                |                |                |                |                |                |                |                |                |                |                |                |                |                |                |                |
| Posição         | Escolas               | Pontos         | Ref.           | Classificação ou Rebaixamento     |                |                |                |                |                |                |                |                |                |                |                |                |                |                |                |                |                |                |                |                |                |                |                |                |                |                |                |                |                |                |                |                |                |                |                |                |                |                |                |                |                |                |                |                |                |
| 1               | Sangue Jovem          | 178.2          | [ 2 ]          | Sobe para o Especial 2017         |                |                |                |                |                |                |                |                |                |                |                |                |                |                |                |                |                |                |                |                |                |                |                |                |                |                |                |                |                |                |                |                |                |                |                |                |                |                |                |                |                |                |                |                |                |
| 2               | Bandeirantes do Saboó | 176.8          | [ 2 ]          |                                   |                |                |                |                |                |                |                |                |                |                |                |                |                |                |                |                |                |                |                |                |                |                |                |                |                |                |                |                |                |                |                |                |                |                |                |                |                |                |                |                |                |                |                |                |                |
| 3               | Zona Noroeste         | 173.2          | [ 2 ]          |                                   |                |                |                |                |                |                |                |                |                |                |                |                |                |                |                |                |                |                |                |                |                |                |                |                |                |                |                |                |                |                |                |                |                |                |                |                |                |                |                |                |                |                |                |                |                |
| 4               | Império da Vila       | 162.9          | [ 2 ]          | Desce para o Grupo 1 de 2017      |                |                |                |                |                |                |                |                |                |                |                |                |                |                |                |                |                |                |                |                |                |                |                |                |                |                |                |                |                |                |                |                |                |                |                |                |                |                |                |                |                |                |                |                |                |
| Grupo 1         |                       |                |                |                                   |                |                |                |                |                |                |                |                |                |                |                |                |                |                |                |                |                |                |                |                |                |                |                |                |                |                |                |                |                |                |                |                |                |                |                |                |                |                |                |                |                |                |                |                |                |
| Posição         | Escolas               | Pontos         | Ref.           | Classificação ou Rebaixamento     |                |                |                |                |                |                |                |                |                |                |                |                |                |                |                |                |                |                |                |                |                |                |                |                |                |                |                |                |                |                |                |                |                |                |                |                |                |                |                |                |                |                |                |                |                |
| 1               | Mãos Entrelaçadas     | 174.6          | [ 2 ]          | Campeã do Grupo 1 de 2016         |                |                |                |                |                |                |                |                |                |                |                |                |                |                |                |                |                |                |                |                |                |                |                |                |                |                |                |                |                |                |                |                |                |                |                |                |                |                |                |                |                |                |                |                |                |
| 2               | Unidos da Baixada     | 170.7          | [ 2 ]          |                                   |                |                |                |                |                |                |                |                |                |                |                |                |                |                |                |                |                |                |                |                |                |                |                |                |                |                |                |                |                |                |                |                |                |                |                |                |                |                |                |                |                |                |                |                |                |
| 3               | Imperatriz Alvinegra  | 151.1          | [ 2 ]          |                                   |                |                |                |                |                |                |                |                |                |                |                |                |                |                |                |                |                |                |                |                |                |                |                |                |                |                |                |                |                |                |                |                |                |                |                |                |                |                |                |                |                |                |                |                |                |
| 4               | Dragões do Castelo    | 150.4          | [ 2 ]          |                                   |                |                |                |                |                |                |                |                |                |                |                |                |                |                |                |                |                |                |                |                |                |                |                |                |                |                |                |                |                |                |                |                |                |                |                |                |                |                |                |                |                |                |                |                |                |

## Guarujá
Desfile sem competição.

## Praia Grande
Cancelado.

## Cubatão
Não houve disputa oficial.